# Rosita Sokou
Zoi Maria „Rosita“ Sokou (griechisch Ζωή Μαρία (Ροζίτα) Σώκου; * 9. September 1923 in Plaka, Athen; † 14. Dezember 2021 in Athen) war eine griechische Journalistin, Übersetzerin, Kritikerin und Autorin.

## Leben

### Jugend und Ausbildung
Rosita Sokou wurde am 9. September 1923 in Plaka, Athen, geboren und wuchs in Psychiko auf. Ihr Vater, Georgios Sokos, war ein Journalist, Herausgeber und Dramatiker aus Etoliko, der 1937 mit 44 Jahren starb. Ihre Mutter Titika Michailidou stammte aus Smyrna. Sokous Großvater mütterlicherseits, Fotis Michailidis, war ein begeisterter Kino- und Theatergänger und besuchte mit seiner Enkeltochter sämtliche Filme und Theaterstücke, die gespielt wurden. Daraufhin begann Sokou, während sie die Oberschule besuchte, in einem Notizbuch Kritiken über die von ihr besuchten Filme und Stücke zu schreiben.
Rosita Sokou machte ihren Abschluss an der Arsakeio-Schule in Psychiko. Während des Krieges und der Besetzung durch die Achsenmächte verbesserte sie ihr Französisch am Institut Français bei Roger Milliex und ihr Englisch beim British Council (Cambridge Diploma of English Studies). Sie besuchte die Staatliche Schule der Schönen Künste, die sie verließ, um bei dem Maler Giannis Tsarouchis zu studieren – der ihr später davon abriet, Malerin zu werden – und besuchte auch die Schauspielschule Vassilis Rotas, um sich Allgemeinwissen anzueignen, während sie schon in jungen Jahren als Übersetzerin und Fremdsprachenlehrerin arbeitete. Nach dem Ende der Besatzung durch die Achsenmächte und des Bürgerkriegs besuchte sie 1947 einen Sommerkurs über die Literatur des 20. Jahrhunderts am Lady Margaret Hall College der Universität von Oxford.

### Filmkritikerin
Als eine der ersten Journalistinnen in Griechenland begann Sokou eine Karriere als Filmkritikerin. Ab 1946 schrieb sie Kritiken für zahlreiche Zeitschriften sowie verschiedene Zeitungen wie Vradini, Kathimerini, Mesimvrini, Ethnos, Acropolis, Apogevmatini und die englischsprachige Zeitung Athens News. Zudem besuchte sie regelmäßig Filmfestivals in Cannes, Venedig, Berlin, Moskau, Taormina, Houston, Thessaloniki und das Festival dei Due Mondi in Spoleto. Ab den 1970er Jahren erweiterte sie ihr Tätigkeitsfeld um Theaterkritik und verschiedene andere Kolumnen.
Nach ihrer Heirat mit dem italienischen Journalisten und Autoren Manlio Maradei lebte Sokou von 1957 bis 1961 in Rom, konnte sich jedoch nur schwer an das Leben als Hausfrau gewöhnen. Ihre Versuche, eine neue Karriere in italienischen Zeitungen und Zeitschriften zu beginnen, in italienischer Sprache zu schreiben und sich der bürgerlichen Mentalität der italienischen Gesellschaft jener Zeit anzupassen, waren nur mäßig erfolgreich, sodass sie sich entschloss, gemeinsam mit ihrer Tochter Irene nach Griechenland zurückzuziehen und ihre Arbeit für die Zeitungen Kathimerini (Morgenzeitung), Mesimvrini (Abendzeitung) und Eikones (wöchentliches Magazin) der Herausgeberin Eleni Vlachou wieder aufzunehmen.
1967, nach Beginn der Militärdiktatur, stellte Eleni Vlachou aus Protest gegen die unterdrückte Pressefreiheit ihre Publikationstätigkeit ein und flüchtete nach London, wo sie während der gesamten Dauer der Diktatur blieb. Sokou blieb arbeitslos und mit einem kleinen Kind zurück. Dennoch war sie eine von nur zwei Personen, die sich weigerten, Vlachou zu verklagen und Schadensersatz zu fordern – dafür wurde sie vor den Disziplinarausschuss der Journalistengewerkschaft gestellt und mit dem Ausschluss aus der Gewerkschaft bedroht. Sie blieb standhaft: Die Unterzeichnung der Klage bedeutete, dass sie die Behauptung von Vlachou (dass es in der gegenwärtigen Situation unmöglich sei, eine Presse zu haben, die ihren Namen verdient) als unbegründet anerkannte. Es waren schwierige Jahre, in denen sie Enzyklopädien redigierte, übersetzte, mit Zeitschriften zusammenarbeitete und schließlich 1969 für die Zeitungen Botsis, Akropolis und (ab 1970) Apogevmatini arbeitete. Dort wandte sie sich auch anderen Themen zu und schrieb immer mehr auch Theater-, Ballett- und Fernsehkritiken. Im nächsten Jahrzehnt, nachdem sie zu einer bekannten TV-Persönlichkeit geworden war, erhielt sie eine eigene Seite, auf der sie jeden Sonntag über alles schreiben konnte, was ihr in den Sinn kam. Nach dem Ende der siebenjährigen Diktatur kehrte Eleni Vlachou nach Griechenland zurück und eröffnete Kathimerini erneut. Sokou arbeitete sporadisch unter dem Pseudonym Irene Stavrou mit, bis die Zeitung 1987 an die Koskotas-Gruppe verkauft wurde. Apogevmatini entließ sie schließlich 2005, nach 35 Jahren, im Rahmen der Politik der Zeitung, bevorzugt junge (und schlecht bezahlte) Nachwuchsjournalisten einzustellen.

### Fernsehen
Von 1977 bis 1983 erreichte Sokou große Bekanntheit als Teil des Jury der TV-Talentshow Na I Efkeria. In diesen frühen Jahren des Fernsehens erfuhr die Sendung eine beispiellose Zuschauerresonanz und machte Sokou landesweit berühmt. Von 1992 bis 1993 hatte Sokou zudem auf dem Fernsehsender New Channel ihre eigene Fernsehsendung I episkeptes tis nichtas, in der sie Gäste in ihrem Wohnzimmer begrüßte und sich mit diesen zwanglos unterhielt, einem Novum im griechischen Fernsehen.

### Übersetzerin
Sokou übersetzte die Werke vieler Autoren, unter anderem Aldous Huxley, Ingmar Bergman, Isaac Asimov und Stanisław Lem, sowie die Comics der Serie Corto Maltese von Hugo Pratt. Auch übersetzte, redigierte und aktualisierte sie die zweibändige Enzyklopädie "Cinema" von Georges Charensol und war viele Jahre lang für die fremdsprachige Ausgabe des Programms des Athens Festival mitverantwortlich.

### Theater
Ab 1974 begann sie, sich intensiver mit dem Theater zu beschäftigen, indem sie das Stück Das Bildnis des Dorian Gray (basierend auf dem Roman von Oscar Wilde) schrieb und Georg Büchners Lenz für Dimitri Potamitis’ Theatre of Research adaptierte. Später übersetzte sie Shock von Sam Shepard und Sea View von Edward Albee für das Ensemble von Yorgos Messalas. Gemeinsam mit ihrer Tochter übersetzte sie auch Manjula Padmanabhans Harvest, das 1998 beim Internationalen Onassis-Theaterwettbewerb mit dem ersten Preis ausgezeichnet wurde, und Jean Anouilhs Jesabel für die Truppe von Jenny Roussea im Jahr 1999.

### Autorin
Ihre zufällige Begegnung und die darauf folgende jahrzehntelange Freundschaft mit Rudolf Nurejew veranlasste sie, ein Buch zu schreiben. Zunächst schrieb sie einen Bericht über ihre Begegnung, später eine Biografie in dem Buch Nurejew (1982). Diesem folgte fast zehn Jahre später das Theaterstück Quai Voltaire (1991), das von ihren Erfahrungen in der Ballettszene inspiriert war – Quai Voltaire war die Adresse von Nurejews Pariser Wohnung. Nach dem Tod des Künstlers erweiterte Rosita mit Hilfe ihrer Tochter dieses erste Werk in Nurejew – wie ich ihn kannte (2003), das nicht nur den Inhalt des ersten Buches aktualisierte, sondern auch Rositas tägliche Tagebücher enthielt, als sie zu den Proben und der ersten Aufführung seiner wichtigsten Werke nach London, Paris und Wien reiste.
Sotou verfasste zudem weitere Biografien über den griechischen Balletttänzer Anastassios Vitoros und den griechischen Sänger Mario Frangoulis.
2018 veröffentlichte sie ihre zweibändige Autobiografie O aionas tis Rositas (Rositas Jahrhundert), die den Zeitraum von der Flucht ihrer Großeltern in Smyrna bis zur Gegenwart abdeckte. Der erste Band behandelt die erste Hälfte des 20. Jahrhunderts, in etwa bis zu ihrer Hochzeit, der zweite Band ihre Heirat, Rückkehr nach Griechenland und den Großteil ihrer Karriere als Journalistin. Das Buch wurde aus Kapiteln und Seiten zusammengestellt, die sie in den vergangenen 20 Jahren geschrieben hatte, ergänzt durch Informationen aus ihren Artikeln und Interviews. Das Ganze wurde von ihrer Tochter Irene Maradei redigiert und überarbeitet, die auch das Vorwort geschrieben hat.

### Tod
In den Jahren vor ihrem Tod unterrichtete Sokou Theatergeschichte an der Melissa Drama School von Elda Panopoulou und der Piräus Union Drama School.
Sie starb am 14. Dezember 2021 mit 98 Jahren, nachdem sie mit COVID-19-Symptomen in ein Krankenhaus eingeliefert worden war.